# مو دينيس
مو دينيس (بالإنجليزية: Mo Denis)‏ هو سياسي أمريكي، ولد في 9 أغسطس 1961 في بروكلين في الولايات المتحدة. حزبياً، نشط في الحزب الديمقراطي. وقد انتخب عضو المجلس النيابي لولاية نيفادا.